# トコキオソシセニ
トコキオ ソシセニ（TOKOQIO Sosiceni、1993年2月1日 - ）は、JAPAN RUGBY LEAGUE ONE清水建設江東ブルーシャークスに所属しているラグビーユニオンの選手。旧表記『ソシセニ・トコキオ』。

## プロフィール
- フィジー・スバ出身[1]。
- ポジションはナンバーエイト(No8)。
- 身長 185 cm、体重 108 kg
- ニックネームはソシ。
- U18フィジー代表に選ばれたことがある[2]。

## 略歴
8歳からラグビーを始めた。
2012年、ケルストンボーイズ高校卒業後、山梨学院大学に入学する。
2015年、山梨学院大学ラグビー部の主将に就任した
2016年、山梨学院大学卒業後、豊田自動織機シャトルズ(現・豊田自動織機シャトルズ愛知)に加入。同年8月27日に行われたジャパンラグビートップリーグ第1節のトヨタ自動車ヴェルブリッツ戦に先発出場で公式戦初出場を果たす。
2021年、神戸製鋼コベルコスティーラーズ(現・コベルコ神戸製鋼スティーラーズ)に加入。
2023年、三重ホンダヒートに加入。
2024年7月、清水建設江東ブルーシャークスに入団。